# سن-رمی-دو-تینگویک، کبک
سن-رمی-دو-تینگویک (به فرانسوی: Saint-Rémi-de-Tingwick) شهری در منطقه شهری آرتاباسکا ناحیه سانتر-دو-کبک در استان کبک کانادا است. در سرشماری سال ۲۰۱۱ این شهر ۴۷۸ نفر جمعیت داشته‌است و مساحت آن ۷۲٫۱۸ کیلومتر مربع است.